# Élections législatives de 1978 dans le Val-de-Marne
Les élections législatives françaises de 1978 se déroulent les 12 et 19 mars. Dans le département du Val-de-Marne, huit députés sont à élire dans le cadre de huit circonscriptions.

## Élus
| Circonscription | Député sortant      | Parti | Parti | Député élu ou réélu | Parti | Parti         |
| --------------- | ------------------- | ----- | ----- | ------------------- | ----- | ------------- |
| 1re             | Georges Marchais    |       | PCF   | Georges Marchais    |       | PCF           |
| 2e              | Fernand Dupuy       |       | PCF   | Charles Fiterman    |       | PCF           |
| 3e              | Georges Gosnat      |       | PCF   | Georges Gosnat      |       | PCF           |
| 4e              | Joseph Franceschi   |       | PS    | Joseph Franceschi   |       | PS            |
| 5e              | Pierre Billotte     |       | RPR   | Jean-Louis Beaumont |       | Divers droite |
| 6e              | Roland Nungesser    |       | RPR   | Roland Nungesser    |       | RPR           |
| 7e              | Robert-André Vivien |       | RPR   | Robert-André Vivien |       | RPR           |
| 8e              | Maxime Kalinsky     |       | PCF   | Maxime Kalinsky     |       | PCF           |

## Résultats

### Résultats à l'échelle du département
| Parti                 | Parti                                       | Premier tour | Premier tour | Second tour | Second tour | Sièges |
| Parti                 | Parti                                       | Voix         | %            | Voix        | %           | Sièges |
| --------------------- | ------------------------------------------- | ------------ | ------------ | ----------- | ----------- | ------ |
|                       | Parti communiste français                   | 168 797      | 29,41        | 224 922     | 41,22       | 4      |
|                       | Parti socialiste                            | 115 953      | 20,20        | 73 841      | 13,53       | 1      |
|                       | Mouvement des radicaux de gauche            | 2 354        | 0,41         |             |             | 0      |
|                       | Union de la gauche                          | 287 104      | 50,03        | 298 763     | 54,75       | 5      |
|                       |                                             |              |              |             |             |        |
|                       | Rassemblement pour la République            | 124 672      | 21,72        | 124 458     | 22,81       | 2      |
|                       | Union pour la démocratie française          | 73 466       | 12,80        | 76 268      | 13,98       | 0      |
|                       | Divers droite                               | 27 408       | 4,77         | 46 159      | 8,46        | 1      |
|                       | Centre national des indépendants et paysans | 7 390        | 1,29         |             |             | 0      |
|                       | Majorité présidentielle                     | 232 936      | 40,58        | 246 885     | 45,25       | 3      |
|                       |                                             |              |              |             |             |        |
|                       | Divers écologiste                           | 23 427       | 4,08         |             |             | 0      |
|                       | Parti socialiste unifié                     | 9 440        | 1,64         | 0           |             |        |
|                       | Lutte ouvrière                              | 6 406        | 1,11         | 0           |             |        |
|                       | Extrême droite dont FN et PFN               | 5 065        | 0,88         | 0           |             |        |
|                       | Fédération des républicains de progrès      | 3 182        | 0,55         | 0           |             |        |
|                       | Ligue communiste révolutionnaire            | 2 792        | 0,48         | 0           |             |        |
|                       | Mouvement des démocrates                    | 1 992        | 0,35         | 0           |             |        |
|                       | Extrême gauche dont UOPDP                   | 1 545        | 0,27         | 0           |             |        |
|                       |                                             |              |              |             |             |        |
| Inscrits              | Inscrits                                    | 714 940      | 100,00       | 714 975     | 100,00      | 8      |
| Abstentions           | Abstentions                                 | 133 177      | 18,63        | 134 156     | 18,76       |        |
| Votants               | Votants                                     | 581 763      | 81,37        | 580 819     | 81,24       |        |
| Blancs et nuls        | Blancs et nuls                              | 7 874        | 1,35         | 35 171      | 6,06        |        |
| Exprimés              | Exprimés                                    | 573 889      | 98,65        | 545 648     | 93,94       |        |
| Source : Data.gouv.fr |                                             |              |              |             |             |        |

### Résultats par circonscription

#### Première circonscription (Arcueil - Villejuif - Cachan)
| Candidat                                            | Candidat                       | Parti                | Premier tour | Premier tour | Second tour | Second tour |  |
| Candidat                                            | Candidat                       | Parti                | Voix         | %            | Voix        | %           |  |
| --------------------------------------------------- | ------------------------------ | -------------------- | ------------ | ------------ | ----------- | ----------- |  |
|                                                     | Georges Marchais sortant réélu | PCF                  | 27 020       | 43,25        | 37 419      | 100,00      |  |
|                                                     | Patrice Hernu                  | PS                   | 10 684       | 17,10        | Retrait     | Retrait     |  |
|                                                     | Jean-Marie Benoist             | UDF (PR)             | 8 308        | 13,30        |             |             |  |
|                                                     | Éliane Lavelle                 | RPR                  | 7 956        | 12,73        |             |             |  |
|                                                     | Jean-Claude Denné              | CDS                  | 3 145        | 5,03         |             |             |  |
|                                                     | Marc Dufumier                  | PSU (FA)             | 1 428        | 2,28         |             |             |  |
|                                                     | Auguste Lecœur                 | PSD                  | 1 218        | 1,95         |             |             |  |
|                                                     | Michel Collinot                | FN                   | 596          | 0,95         |             |             |  |
|                                                     | Humbert Pietrunti              | LO                   | 588          | 0,94         |             |             |  |
|                                                     | Chantal Ammar                  | LCR                  | 547          | 0,87         |             |             |  |
|                                                     | Régis Dexant                   | Divers droite        | 396          | 0,63         |             |             |  |
|                                                     | Marie-France Suivre            | MDD                  | 330          | 0,53         |             |             |  |
|                                                     | Joël Perret                    | UOPDP                | 168          | 0,27         |             |             |  |
|                                                     | Jacques Lucbert                | Extrême gauche (OCF) | 85           | 0,13         |             |             |  |
|                                                     |                                |                      |              |              |             |             |  |
| Inscrits                                            | Inscrits                       | Inscrits             | 77 665       | 100,00       | 77 449      | 100,00      |  |
| Abstentions                                         | Abstentions                    | Abstentions          | 14 129       | 18,19        | 20 998      | 27,11       |  |
| Votants                                             | Votants                        | Votants              | 63 536       | 81,81        | 56 451      | 72,89       |  |
| Blancs et nuls                                      | Blancs et nuls                 | Blancs et nuls       | 1 067        | 1,68         | 19 032      | 33,71       |  |
| Exprimés                                            | Exprimés                       | Exprimés             | 62 469       | 98,32        | 37 419      | 66,29       |  |
| Source : Le Monde du 21 mars 1978, p. 15 et CEVIPOF |                                |                      |              |              |             |             |  |

#### Deuxième circonscription (Choisy-le-Roi - Orly)
| Candidat                                            | Candidat               | Parti          | Premier tour | Premier tour | Second tour | Second tour |  |
| Candidat                                            | Candidat               | Parti          | Voix         | %            | Voix        | %           |  |
| --------------------------------------------------- | ---------------------- | -------------- | ------------ | ------------ | ----------- | ----------- |  |
|                                                     | Charles Fiterman élu   | PCF            | 24 328       | 31,87        | 41 415      | 56,36       |  |
|                                                     | Pierre Tabanou         | PS (MRG)       | 19 602       | 25,68        | Retrait     | Retrait     |  |
|                                                     | Jean Macé              | RPR            | 18 494       | 24,23        | 32 065      | 43,64       |  |
|                                                     | Marie-Geneviève Sadier | UDF (PR)       | 5 208        | 6,82         |             |             |  |
|                                                     | Roland Gatel           | Écologie 78    | 3 058        | 4,00         |             |             |  |
|                                                     | Christiane Le Roux     | PSU (FA)       | 2 110        | 2,76         |             |             |  |
|                                                     | Pierre Lavelle         | UGP            | 1 117        | 1,46         |             |             |  |
|                                                     | Danielle Riché         | LO             | 1 023        | 1,34         |             |             |  |
|                                                     | Martine Klajnbaum      | Divers droite  | 679          | 0,89         |             |             |  |
|                                                     | Sauny Barbot           | FN             | 441          | 0,57         |             |             |  |
|                                                     | Pierre Schmidt         | LCR            | 269          | 0,35         |             |             |  |
|                                                     |                        |                |              |              |             |             |  |
| Inscrits                                            | Inscrits               | Inscrits       | 95 262       | 100,00       | 95 260      | 100,00      |  |
| Abstentions                                         | Abstentions            | Abstentions    | 17 938       | 18,83        | 18 346      | 19,26       |  |
| Votants                                             | Votants                | Votants        | 77 324       | 81,17        | 76 914      | 80,74       |  |
| Blancs et nuls                                      | Blancs et nuls         | Blancs et nuls | 995          | 1,29         | 3 434       | 4,46        |  |
| Exprimés                                            | Exprimés               | Exprimés       | 76 329       | 98,71        | 73 480      | 95,54       |  |
| Source : Le Monde du 21 mars 1978, p. 15 et CEVIPOF |                        |                |              |              |             |             |  |

#### Troisième circonscription (Ivry-Vitry)
| Candidat       | Candidat                     | Parti          | Premier tour | Premier tour | Second tour | Second tour |  |
| Candidat       | Candidat                     | Parti          | Voix         | %            | Voix        | %           |  |
| -------------- | ---------------------------- | -------------- | ------------ | ------------ | ----------- | ----------- |  |
|                | Georges Gosnat sortant réélu | PCF            | 31 278       | 48,41        | 43 792      | 68,70       |  |
|                | Jean-Claude Perrot           | PS             | 10 801       | 16,72        | Retrait     | Retrait     |  |
|                | Raoul-Jean Dumas             | RPR            | 10 397       | 16,09        | 19 955      | 31,30       |  |
|                | Anne-Marie Ordacji           | CNIP           | 7 390        | 11,44        |             |             |  |
|                | Fernand Saal                 | MRG            | 1 513        | 2,34         |             |             |  |
|                | Robert Blambert              | PSU (FA)       | 1 122        | 1,74         |             |             |  |
|                | Roland Le Gall               | LO             | 987          | 1,53         |             |             |  |
|                | Michèle Trat                 | LCR            | 591          | 0,91         |             |             |  |
|                | Benoit Pollina               | FN             | 323          | 0,50         |             |             |  |
|                | René Rodriguez               | UOPDP          | 202          | 0,31         |             |             |  |
|                |                              |                |              |              |             |             |  |
| Inscrits       | Inscrits                     | Inscrits       | 80 116       | 100,00       | 80 116      | 100,00      |  |
| Abstentions    | Abstentions                  | Abstentions    | 14 393       | 17,97        | 14 294      | 17,84       |  |
| Votants        | Votants                      | Votants        | 65 723       | 82,03        | 65 822      | 82,16       |  |
| Blancs et nuls | Blancs et nuls               | Blancs et nuls | 1 119        | 1,7          | 2 075       | 3,15        |  |
| Exprimés       | Exprimés                     | Exprimés       | 64 604       | 98,3         | 63 747      | 96,85       |  |

#### Quatrième circonscription (Alfortville - Charenton)
| Candidat       | Candidat                        | Parti          | Premier tour | Premier tour | Second tour | Second tour |  |
| Candidat       | Candidat                        | Parti          | Voix         | %            | Voix        | %           |  |
| -------------- | ------------------------------- | -------------- | ------------ | ------------ | ----------- | ----------- |  |
|                | René Nectoux                    | UDF (PR)       | 18 100       | 28,89        | 30 027      | 47,60       |  |
|                | Joseph Franceschi sortant réélu | PS (MRG)       | 17 597       | 28,08        | 33 057      | 52,40       |  |
|                | Jacques Denis                   | PCF            | 12 424       | 19,83        | Retrait     | Retrait     |  |
|                | Michel Lambert                  | RPR            | 8 337        | 13,30        |             |             |  |
|                | Georges Bord                    | Écologie 78    | 2 869        | 4,58         |             |             |  |
|                | Maurice Thomas                  | PSU (FA)       | 1 310        | 2,09         |             |             |  |
|                | Richard Vasseur                 | LO             | 783          | 1,25         |             |             |  |
|                | Abel Dingreville                | MDD            | 486          | 0,77         |             |             |  |
|                | Philippe Aubin                  | FN             | 334          | 0,53         |             |             |  |
|                | André Lavertu                   | FRP            | 303          | 0,48         |             |             |  |
|                | Patrice Rollet                  | UOPDP          | 113          | 0,18         |             |             |  |
|                |                                 |                |              |              |             |             |  |
| Inscrits       | Inscrits                        | Inscrits       | 78 522       | 100,00       | 78 590      | 100,00      |  |
| Abstentions    | Abstentions                     | Abstentions    | 15 037       | 19,15        | 14 170      | 18,03       |  |
| Votants        | Votants                         | Votants        | 63 485       | 80,85        | 64 420      | 81,97       |  |
| Blancs et nuls | Blancs et nuls                  | Blancs et nuls | 829          | 1,31         | 1 336       | 2,07        |  |
| Exprimés       | Exprimés                        | Exprimés       | 62 656       | 98,69        | 63 084      | 97,93       |  |

#### Cinquième circonscription (Créteil - Saint-Maur)
| Candidat       | Candidat                | Parti          | Premier tour | Premier tour | Second tour | Second tour |  |
| Candidat       | Candidat                | Parti          | Voix         | %            | Voix        | %           |  |
| -------------- | ----------------------- | -------------- | ------------ | ------------ | ----------- | ----------- |  |
|                | Jean-Louis Beaumont élu | Divers droite  | 22 241       | 26,11        | 46 159      | 53,09       |  |
|                | Catherine Lalumière     | PS             | 18 097       | 21,25        | 40 784      | 46,91       |  |
|                | Michel Germa            | PCF            | 16 512       | 19,39        | Retrait     | Retrait     |  |
|                | Pierre Billotte sortant | RPR            | 15 916       | 18,69        | Retrait     | Retrait     |  |
|                | Pierre Cuesta           | Écologie 78    | 5 358        | 6,29         |             |             |  |
|                | Jean-Michel Moreau      | PSU (FA)       | 1 215        | 1,43         |             |             |  |
|                | Pierre Gosset           | Divers droite  | 1 014        | 1,19         |             |             |  |
|                | Marcel Monin            | Divers droite  | 997          | 1,17         |             |             |  |
|                | René Legagneux          | FN             | 836          | 0,98         |             |             |  |
|                | Noël Dauce              | LCR            | 780          | 0,91         |             |             |  |
|                | Philippe Ellul          | PFN            | 718          | 0,84         |             |             |  |
|                | Éric Chevobbe           | LO             | 710          | 0,83         |             |             |  |
|                | Patrice Salvaudon       | MDD            | 509          | 0,60         |             |             |  |
|                | Lionel Lemaire          | Divers droite  | 261          | 0,30         |             |             |  |
|                |                         |                |              |              |             |             |  |
| Inscrits       | Inscrits                | Inscrits       | 105 808      | 100,00       | 105 814     | 100,00      |  |
| Abstentions    | Abstentions             | Abstentions    | 19 522       | 18,45        | 17 021      | 16,09       |  |
| Votants        | Votants                 | Votants        | 86 286       | 81,55        | 88 793      | 83,91       |  |
| Blancs et nuls | Blancs et nuls          | Blancs et nuls | 1 122        | 1,3          | 1 850       | 2,08        |  |
| Exprimés       | Exprimés                | Exprimés       | 85 164       | 98,7         | 86 943      | 97,92       |  |

#### Sixième circonscription (Bry-sur-Marne - Champigny - Nogent)
| Candidat       | Candidat                       | Parti          | Premier tour | Premier tour | Second tour | Second tour |  |
| Candidat       | Candidat                       | Parti          | Voix         | %            | Voix        | %           |  |
| -------------- | ------------------------------ | -------------- | ------------ | ------------ | ----------- | ----------- |  |
|                | Roland Nungesser sortant réélu | RPR            | 31 598       | 45,48        | 37 974      | 54,80       |  |
|                | Guy Poussy                     | PCF            | 17 591       | 25,32        | 31 324      | 45,20       |  |
|                | Gérard Descotils               | PS             | 11 524       | 16,58        | Retrait     | Retrait     |  |
|                | Jack Menant                    | Écologie 78    | 4 508        | 6,49         |             |             |  |
|                | Danièle Lebricquir             | Extrême gauche | 977          | 1,40         |             |             |  |
|                | Jean-Luc Siruguet              | FN             | 824          | 1,19         |             |             |  |
|                | Gérard Chauvin                 | LO             | 727          | 1,04         |             |             |  |
|                | Dominique Vanhove              | PSU (FA)       | 715          | 1,03         |             |             |  |
|                | Pierre Bourgeois               | FRP            | 648          | 0,93         |             |             |  |
|                | Louis Gahagnon                 | Divers droite  | 370          | 0,53         |             |             |  |
|                |                                |                |              |              |             |             |  |
| Inscrits       | Inscrits                       | Inscrits       | 87 384       | 100,00       | 87 366      | 100,00      |  |
| Abstentions    | Abstentions                    | Abstentions    | 17 025       | 19,48        | 15 823      | 18,11       |  |
| Votants        | Votants                        | Votants        | 70 359       | 80,52        | 71 543      | 81,89       |  |
| Blancs et nuls | Blancs et nuls                 | Blancs et nuls | 877          | 1,25         | 2 245       | 3,14        |  |
| Exprimés       | Exprimés                       | Exprimés       | 69 482       | 98,75        | 69 298      | 96,86       |  |

#### Septième circonscription (Fontenay - Saint-Mandé - Vincennes)
| Candidat       | Candidat                          | Parti             | Premier tour | Premier tour | Second tour | Second tour |  |
| Candidat       | Candidat                          | Parti             | Voix         | %            | Voix        | %           |  |
| -------------- | --------------------------------- | ----------------- | ------------ | ------------ | ----------- | ----------- |  |
|                | Robert-André Vivien sortant réélu | RPR               | 15 823       | 26,37        | 34 464      | 58,98       |  |
|                | Jean Clouet                       | UDF (PR)          | 15 330       | 25,55        | Retrait     | Retrait     |  |
|                | Louis Bayeurte                    | PCF               | 12 596       | 20,99        | 23 970      | 41,02       |  |
|                | Jean-François Collet              | PS                | 9 022        | 15,03        |             |             |  |
|                | Gisèle Chaleyat                   | Écologie 78       | 2 243        | 3,74         |             |             |  |
|                | Christian Bourdin                 | Divers droite     | 1 004        | 1,68         |             |             |  |
|                | Nicole Pépin-Malherbe             | PFN               | 844          | 1,41         |             |             |  |
|                | Albert Bunelier                   | MRG               | 841          | 1,40         |             |             |  |
|                | Jean-Pierre Dones                 | MDD               | 667          | 1,11         |             |             |  |
|                | Monique Duteil                    | PSU (FA)          | 609          | 1,01         |             |             |  |
|                | Jacques Lainez                    | LO                | 504          | 0,86         |             |             |  |
|                | Pierre Dubois                     | Divers écologiste | 218          | 0,36         |             |             |  |
|                | Alain Ouzou                       | Extrême droite    | 182          | 0,30         |             |             |  |
|                | Patrick Faure                     | FRP               | 110          | 0,18         |             |             |  |
|                |                                   |                   |              |              |             |             |  |
| Inscrits       | Inscrits                          | Inscrits          | 75 623       | 100,00       | 75 823      | 100,00      |  |
| Abstentions    | Abstentions                       | Abstentions       | 15 119       | 19,99        | 15 115      | 19,93       |  |
| Votants        | Votants                           | Votants           | 60 504       | 80,01        | 60 708      | 80,07       |  |
| Blancs et nuls | Blancs et nuls                    | Blancs et nuls    | 499          | 0,82         | 2 274       | 3,75        |  |
| Exprimés       | Exprimés                          | Exprimés          | 60 005       | 99,18        | 58 434      | 96,25       |  |

#### Huitième circonscription (Boissy-Saint-Léger - Villeneuve-Saint-Georges)
| Candidat       | Candidat                      | Parti          | Premier tour | Premier tour | Second tour | Second tour |  |
| Candidat       | Candidat                      | Parti          | Voix         | %            | Voix        | %           |  |
| -------------- | ----------------------------- | -------------- | ------------ | ------------ | ----------- | ----------- |  |
|                | Maxime Kalinsky sortant réélu | PCF            | 27 048       | 29,03        | 47 002      | 50,41       |  |
|                | Michel Lucas                  | UDF (PR)       | 22 157       | 23,78        | 46 241      | 49,59       |  |
|                | Francis Campuzan              | PS             | 18 624       | 19,99        | Retrait     | Retrait     |  |
|                | Alain Kaspereit               | RPR            | 16 152       | 17,33        |             |             |  |
|                | Georges Parisot               | Écologie 78    | 5 173        | 5,55         |             |             |  |
|                | Jean-Claude Nogrette          | LO             | 1 074        | 1,15         |             |             |  |
|                | Claude Chalaye                | FRP            | 1 004        | 1,08         |             |             |  |
|                | Gérard Garel                  | PSU (FA)       | 931          | 1,00         |             |             |  |
|                | Pascal Albertini              | LCR            | 605          | 0,65         |             |             |  |
|                | Marie Cottinet                | PFN            | 411          | 0,44         |             |             |  |
|                |                               |                |              |              |             |             |  |
| Inscrits       | Inscrits                      | Inscrits       | 114 560      | 100,00       | 114 557     | 100,00      |  |
| Abstentions    | Abstentions                   | Abstentions    | 20 016       | 17,47        | 18 389      | 16,05       |  |
| Votants        | Votants                       | Votants        | 94 544       | 82,53        | 96 168      | 83,95       |  |
| Blancs et nuls | Blancs et nuls                | Blancs et nuls | 1 363        | 1,44         | 2 925       | 3,04        |  |
| Exprimés       | Exprimés                      | Exprimés       | 93 181       | 98,56        | 93 243      | 96,96       |  |